# Mauereidechse
Die Mauereidechse (Podarcis muralis) gehört zur Klasse der Kriechtiere (Reptilia), der Familie der Echten Eidechsen (Lacertidae) und zur Gattung der Mauereidechsen (Podarcis). Sie wurde von der Deutschen Gesellschaft für Herpetologie und Terrarienkunde zum Reptil des Jahres 2011 ausgerufen.

## Merkmale

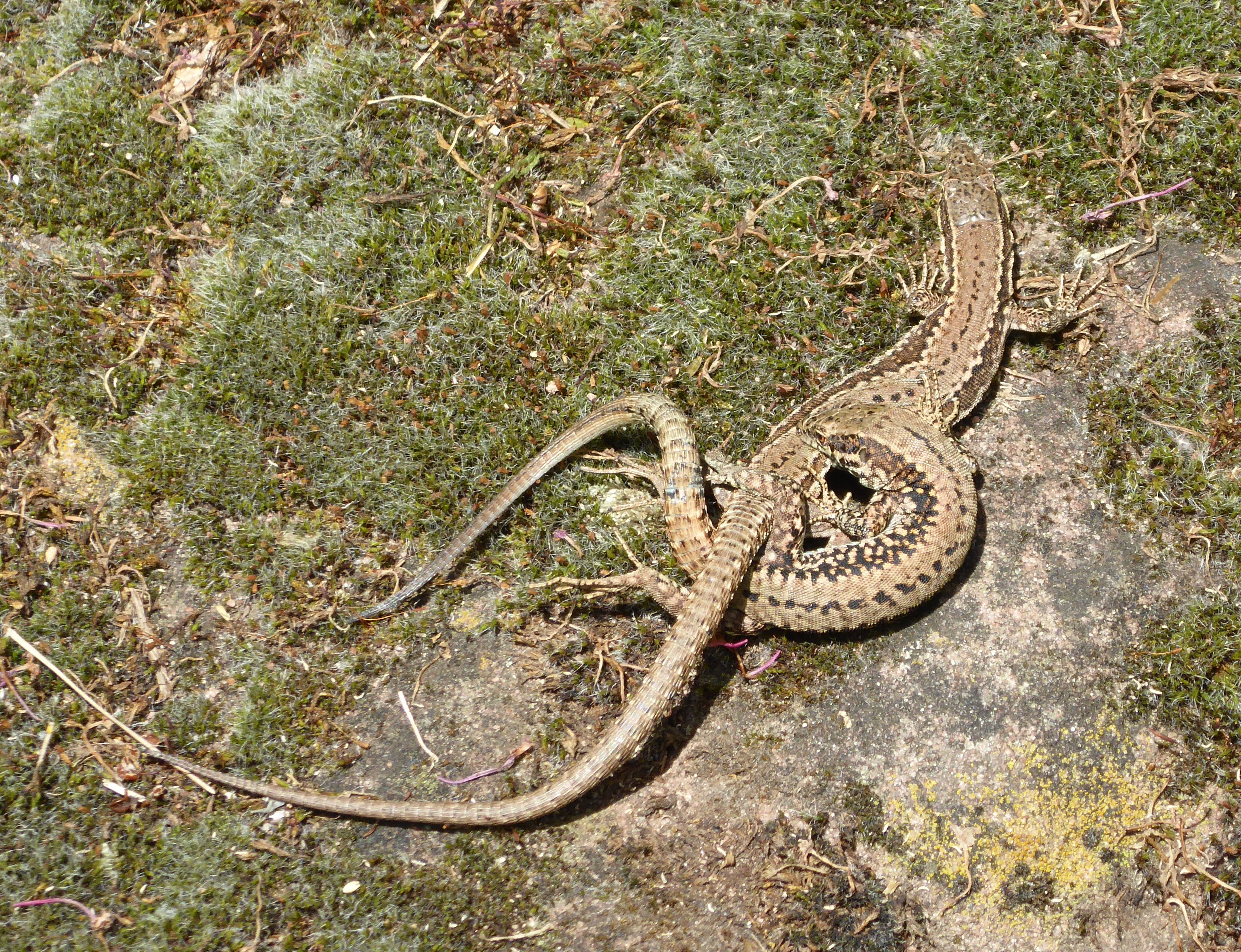
Mauereidechsen bei der Paarung

Die Mauereidechse erreicht eine Gesamtlänge von 25 Zentimetern. Sie ist schlank und wirkt im dorsalen Bereich aufgrund ihrer Körperlänge häufig relativ abgeflacht. Das Halsband ist gewöhnlich glattrandig, die Rückenschuppen sind leicht gekielt. Der Schwanz kann das Doppelte der Kopf-Rumpf-Länge erreichen. Die Rückenfärbung ist hell- bis mittelbraun oder grau, mitunter auch grünlich. Auffallend ist eine unregelmäßige schwärzliche Fleckung, die manchmal ein Netzmuster bildet. Die Unterseite ist sehr variabel gefärbt, von weißlich über gelblich bis rot und von ungefleckt bis stark gefleckt oder getüpfelt. Je nach Herkunft können die Tiere in Körperfärbung und Zeichnungsmuster stark variieren, dadurch sind die Tiere teilweise schwer bestimmbar. Insbesondere in Süd- und Südosteuropa existieren zahlreiche Unterarten.

## Lebensraum
Die Mauereidechse besiedelt ein breites Biotopspektrum. Bevorzugt finden sich die Tiere auf nach Südosten oder Südwesten exponierten Flächen. In diesen Biotopen ergibt sich eine optimale Ausnutzung der Vormittags- beziehungsweise der Nachmittagssonne.
Die Eidechsen, die in den Hohlräumen von Felsen und Mauern leben, nutzen diesen Unterschlupf sowohl zum Schutz gegen Kälte in der Nacht als auch zum Schutz gegen die extrem hohen Temperaturen während der Mittagshitze im Hochsommer. Generell günstig sind Felsen und Mauern mit gleichmäßig verteilten offenen Fugen und Spalten. Die Tiere bevorzugen einerseits vielfältig bewachsene Mauerflächen, die reichlich Insekten anlocken, andererseits unbewachsene Flächen, um sich dort zu sonnen. Ein geringer Mauerbewuchs kann durch angrenzenden naturnahen Bewuchs am Fuß der Mauer ausgeglichen werden. Ein Einfluss der Mauerhöhe auf die Besiedlung durch die Eidechsen ist nicht bekannt. Mauereidechsen, die an Burgruinen leben, nutzen im Prinzip die gesamte Mauerfläche. Das Gleiche gilt für die Besiedlung von Felswänden und Geröllflächen. Als typischer Kulturfolger ist die Mauereidechse auch in Weinbergen, an Bahn- und Straßenböschungen sowie an Gebäuden in Siedlungen und Städten anzutreffen. Gelegentlich tritt die Art auch an offenen, vertikalen Gesteinsflächen von Steinbrüchen auf.
Die Mauereidechse ist stets tagaktiv. Sie ist sehr flink und klettert sehr gut. Das Gelege wird unter Steinen oder in kleinen selbstgegrabenen Gängen abgelegt. Es umfasst zwei bis zehn Eier. Bei günstigen Lebens- und Umweltbedingungen sind zwei bis drei Jahresgelege möglich. Die Jungtiere schlüpfen nach etwa sechs Wochen von Ende Juni bis Anfang August.

## Natürliche Verbreitung

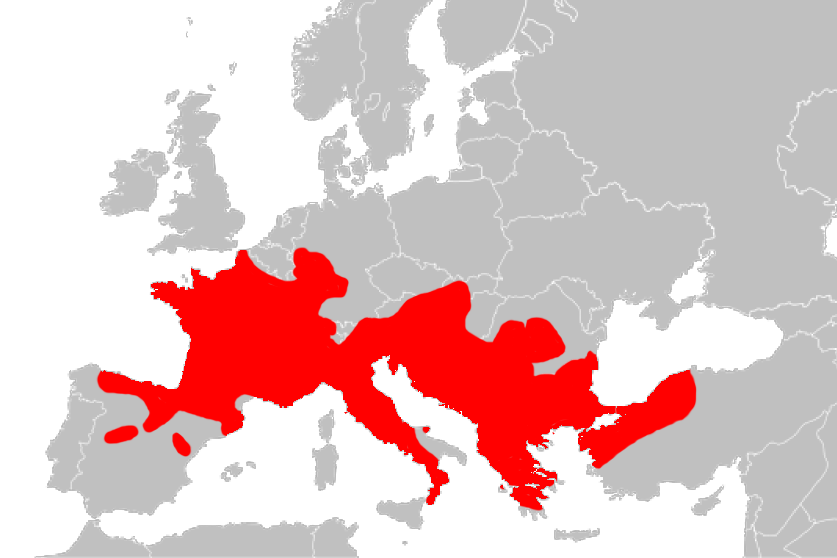
Verbreitungsgebiet

Die Mauereidechse ist von Nord-, Nordost- und Mittelspanien ostwärts über Mitteleuropa und die Balkanländer bis zur Westküste des Schwarzen Meeres verbreitet. Die natürliche Verbreitungsgrenze im Norden wird auf der Kanalinsel Jersey, in Nordfrankreich, Südbelgien und im Süden der Niederlande erreicht. In Deutschland kommt die Art schwerpunktmäßig im Südwesten in Baden-Württemberg und Rheinland-Pfalz vor. Dabei werden klimatisch begünstigte Hanglagen an Rhein, Neckar, Mosel, Nahe, Lahn, Rur und Ahr bevorzugt. Weitere Vorkommen existieren in Hessen und im Saarland. In Nordrhein-Westfalen kommt die Art natürlicherweise im Rheintal bei Bonn und in der Eifel vor.

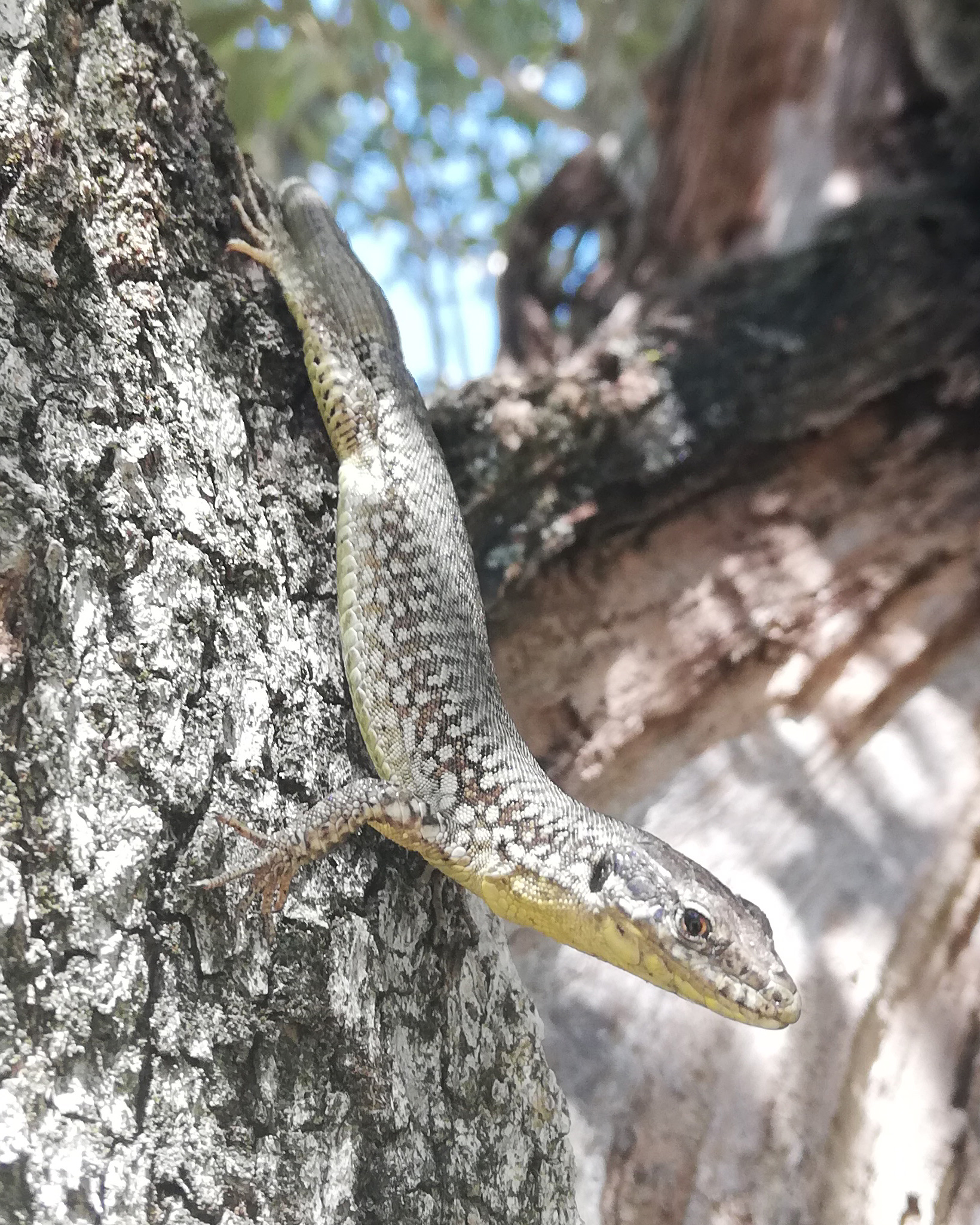
Podarcis muralis an einem Olivenbaum am Gardasee

## Einbürgerungen

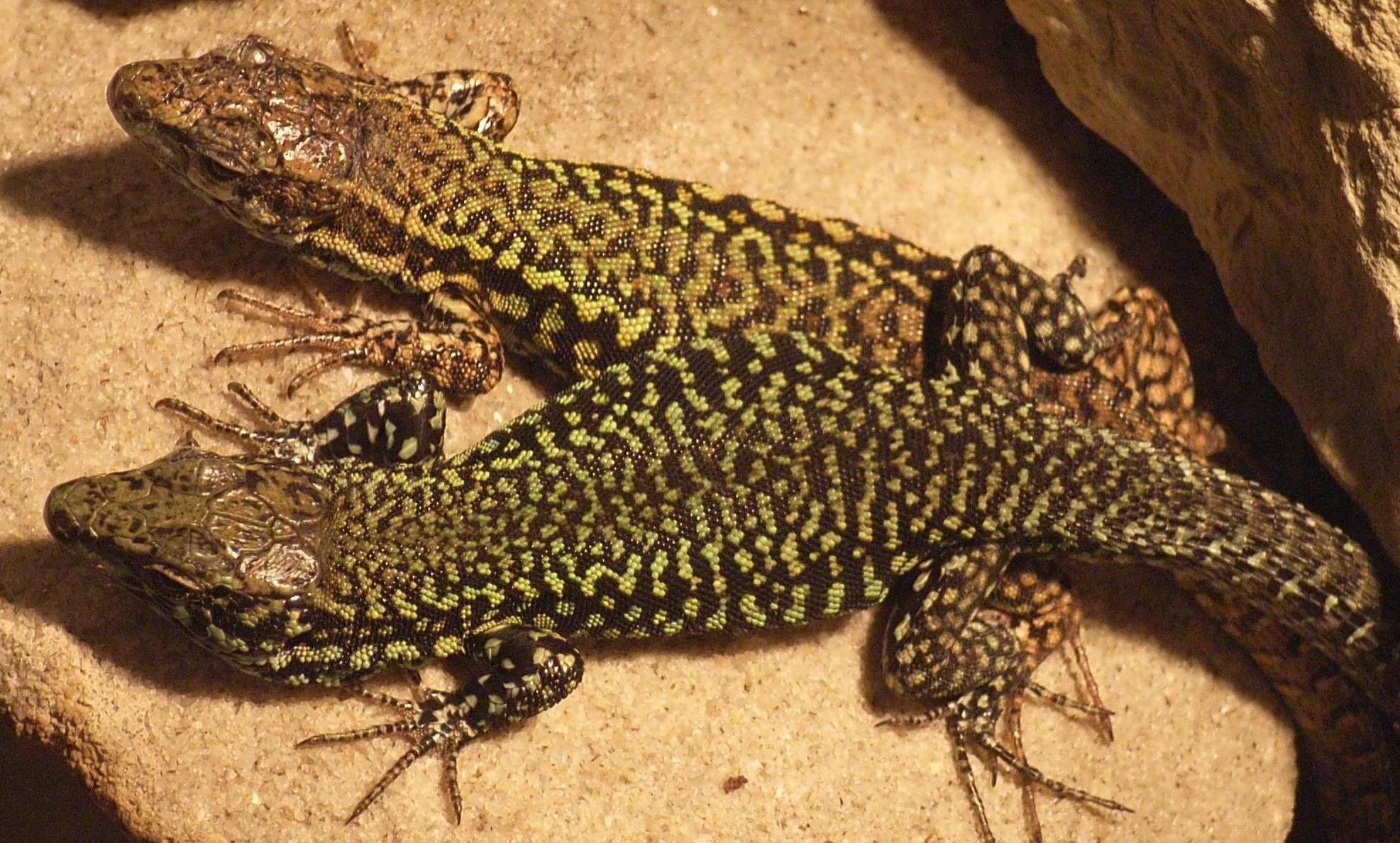
Ein Pärchen der Unterart „Italienische Mauereidechse“, Podarcis muralis nigriventris

Bemerkenswert sind die vielen Einbürgerungen und Verschleppungen außerhalb, aber auch innerhalb ihres natürlichen Verbreitungsgebietes. Beispiele für ortsfremde Populationen gibt es in Deutschland (u. a. Duisburg, Bochum, Düsseldorf, Naturschutzgebiet Ruhrsteilhänge Hohensyburg in Dortmund, Bonn, Osnabrück, Bielefeld, Frankfurt am Main, Darmstadt, Hanau, Aschaffenburg, Dresden, Leipzig, Halle (Saale), Donauwörth, Kelheim, Passau und Freiburg). Das nördlichste Vorkommen, welches aus Aussetzungen hervorging, befindet sich in Bramsche-Ueffeln. Beim Vorkommen im Naturschutzgebiet Donauleiten bei Passau handelt es sich um das größte allochthone Vorkommen in Deutschland. Es ging aus Aussetzungen von Mauereidechse der Unterart P. m. maculiventris ab 1932 in den Donauleiten hervor, welches sich mit 4.000 bis 6.000 Eidechsen inzwischen auf 25 km entlang der Donau und in Nebentäler ausbreitete. 2016 waren in Deutschland über 100 Vorkommen mit gebietsfremden Mauereidechsen, auch innerhalb des natürlichen Verbreitungsgebietes, bekannt. Es sind in Deutschland gebietsfremde Bestände von 8 Unterarten oder genetischen Linien bekannt. Im natürlichen Verbreitungsgebiet und auch in den anderen Populationen hybridisieren die Unterarten. Über 60 % der gebietsfremden Populationen entstammen den beiden in Deutschland vorkommenden Unterarten, weitere 15 % der Venetien-Linie der Unterart P. m. maculiventris. Bestände in Nordwest-Sachsen und Sachsen-Anhalt gehen meist auf Tiere der Unterart P. m. muralis zurück und wurden vor 1989 ausgesetzt. Etwa 50 Prozent der gebietsfremden Populationen gehen auf gezielte Aussetzungen zurück, etwa 25 Prozent auf unbeabsichtigten Transport vor allem durch Güterverkehr und etwa 25 Prozent auf aktive Ausbreitung der gebietsfremden Bestände und unbeabsichtigte Weiterverschleppung durch Menschen.
In Österreich gab es bis 2008 dokumentierte Einbürgerungen in Linz, Schärding, Schlögen und Klosterneuburg. Am Bahnhof Klosterneuburg hat sich die seit dem Ende der 1990er Jahre bekannte Population, die wahrscheinlich mit Holztransporten eingeschleppt wurde, bis 2008 auf 1,5 km Bahntrasse verbreitet. Die 2008 130 Individuen starke Population in Linz geht auf eine Aussetzung 1932 am Donauufer zurück. In der Schweiz gibt es neben natürlichen Vorkommen im Westen und Süden auch eingebürgerte Populationen, wobei es auch im Gebieten mit autochthonen Vorkommen auch allochthone Bestände gibt bzw. die Bestände vermischt sind.
In der Schweiz befinden sich viele allochthone Populationen auf Bahnhofsgeländen. Auf die Bahnhofsgelände, wie den Zürcher Hauptbahnhof, dürften viele durch Güterverkehr gelangt sein. Die größte eingebürgerte Population der Schweiz mit rund 3.000 Mauereidechsen soll auf dem Gelände des Zürcher Hauptbahnhofs leben.
In Liechtenstein gibt es eine große Verbreitung von in den 1960er Jahren ausgesetzten Tieren, die insbesondere den Rheindamm und Bahnböschungen besiedeln. In Frankreich befindet sich eine allochthone Population an Bahnanlagen bei Halluin, welche vermutlich auf Bahnverkehr zurückgeht. In den Niederlanden gab es 2008 fünf Vorkommen und in Belgien 11 Vorkommen. Im Süden von Großbritannien gab es 2008 13 eingebürgerte Vorkommen u. a. in Portland auf Isle of Portland, Bournemouth, Ventnor und Shoreham-by-Sea. Außerhalb von Europa gab es 2008 Vorkommen in Kanada (Umgebung von Victoria auf Vancouver Island) und in den USA. Genannt werden dort Cincinnati und Umgebung, Clarksville, Fort Thomas. Später wurden auch Vorkommen im Raum Los Angeles und San Diego bekannt.

## Gefährdung und Schutz

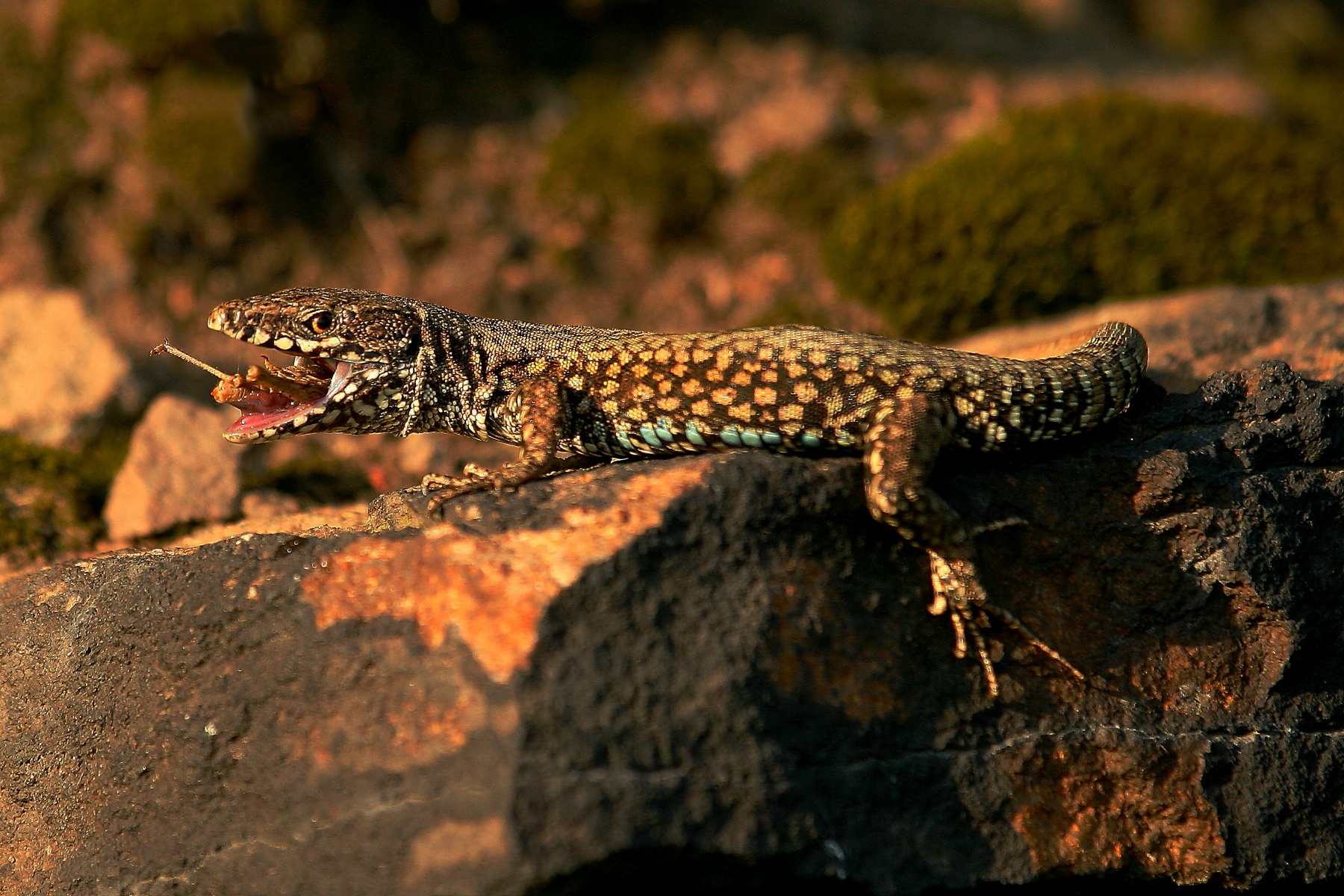
Mauereidechse beim Fressen einer Heuschrecke

Die Mauereidechse ist als Art in Deutschland und Mitteleuropa tendenziell nicht gefährdet, auch wenn sie in (teils veralteten) Roten Listen unter einem Gefährdungsstatus geführt wird. Die Art profitiert vom derzeitigen Klimawandel (2024) und hat ihr Verbreitungsgebiet in Deutschland ausgedehnt, vor allem aufgrund Verschleppens durch menschliches Tun. Dennoch ist die Mauereidechse eine Art des Anhangs IV der FFH-Richtlinie der Europäischen Union und als solche in den EU-Mitgliedsstaaten streng geschützt. Gefährdet sind in Mitteleuropa aktuell vor allem Unterarten, also Populationen mit einer spezifischen regionalen genetischen Ausprägung, deren Bewahrung ebenfalls ein Ziel des Naturschutzes ist. In Deutschland sind das im Südwesten die Unterart P. m. brongniardii und in Bayern lokal P. m. maculiventris. Die beiden Unterarten werden vielfach durch Einbringung gebietsfremder Unterarten bedroht und sind im Südwesten bereits vielfach nicht mehr eindeutig von den nicht-heimischen abzugrenzen.
In der Vergangenheit haben z. B. Maßnahmen zur Rebflurbereinigung regional zu Bestandseinbußen bei der Mauereidechse geführt. Probleme gab und gibt es auch an Kletterfelsen, wo Lebensräume im Einstiegsbereich von Kletterrouten oder durch „Ausfegen“ von lockerem Geröll oder Felsvegetation degradiert werden. Beispiele für solche Probleme in Klettergebieten sind das Naturschutzgebiet (NSG) „Buntsandsteinfelsen im Rurtal zwischen Heimbach und Kreuzau“ in der Eifel oder der Steinbruch Stenzelberg im NSG Siebengebirge bei Bonn. Da heute die größten Populationen der Art nördlich der Alpen auf Bahngelände und anderen urbanen Flächen leben und diese Biotope kaum bedroht sind, sind die Zukunftsaussichten der Art positiv zu bewerten. Wird in Mauereidechsenbiotope z. B. durch Baumaßnahmen eingegriffen, müssen nach derzeitiger Lesart des europäischen Naturschutzrechtes immer wieder Umsiedelungsmaßnahmen (sogenannte CEF-Maßnahme) durchgeführt werden. Da die europarechtlichen Schutzvorgaben den Individualschutz der Tiere adressieren, sind diese verhältnismäßig teuer und gehen relativ schnell in einen Millionenbetrag, den jeweils der Eingreifer (Bauträger) zu bezahlen hat. Dies wird von Expertenseite teilweise auch kritisch gesehen, weil vielfach eben keine Gefährdung der Art vorliegt und dann in der Praxis oft gebietsfremde Unterarten geschützt werden, die sich ohnehin stark ausbreiten. Weiterhin gilt: Das europäische Recht unterscheidet nicht zwischen Unterarten und berücksichtigt auch nicht den tatsächlichen Gefährdungsstatus. Der privilegierte juristische Status der Art könnte auch eine Gefährdung anderer um ähnliche ökologische Nischen konkurrierende Arten negativ betreffen – so z. B. die Zauneidechse oder Waldeidechsen. Die ökologischen Wechselwirkungen zwischen verschiedenen Reptilienarten sind allerdings noch nicht abschließend untersucht. Im Zürcher Hauptbahnhof wurden am Gleiskörper Kies- und Sandstreifen zur Populationserhaltung bzw. Umsiedlung angelegt und Gitterkörbe mit Steinen zum Überwintern ausgebracht.
Als künstlicher Lebensraum können Eidechsenburgen aus Steinen und Totholz angelegt werden.